# 張世銓
張世銓（?—?），湖南善化縣人，清朝政治人物。舉人出身。

## 生平
乾隆十八年（1753年）癸酉科舉人。乾隆三十八年（1773年）八月，任江蘇宜興縣知縣。改教職，為寧遠縣教諭，陞永州府教授。卒年八十七。清光緒《善化縣志》有傳。

## 家族
孫張祖楠，舉人，官知縣。